# Serie C (Eishockey)
Die Serie C war zwischen 2004 und 2017 unterhalb der Serie B die dritthöchste Eishockey-Profiliga Italiens. Die Liga wurde vom Italienischen Eissportverband organisiert.
Heute ist die IHL - I Division die dritte Spielklasse.